# Metal Hammer
Metal Hammer — ежемесячный музыкальный журнал, основной тематикой которого является хеви-метал музыка. Журнал впервые появился в Германии в 1983 году, а со временем появились свои версии в 1986 году в Англии, в 1989 году в Испании, в 1988 году в Греции, в 1990 году в Польше, в 1989 году в Венгрии, в 1988 году во Франции, Сербии и с 2008 года в России (издавался до 2011 года), при этом ещё в СССР осенью 1989 года журнал начал выходить на русском языке под названием ОК Metal Hammer и при его непосредственной организации в том же году состоялся первый фестиваль советских тяжёлых групп — «Монстры рока СССР» (Череповец, 31 августа — 2 сентября 1989).
Журнал освещает не только мейнстрим метал-сцену, но и рассказывает о менее известных и необычных музыкантах. Это второй по объёму продаж рок-журнал в Великобритании после журнала Kerrang! и имеет репутацию более андерграундного. В Германии Metal Hammer — лидер рынка с момента выхода его первого выпуска в 1984 году.
В начале апреля 2013 года было объявлено о продаже журнала наряду с Classic Rock за £10,2 миллиона (примерно $15,44 миллионов) новой компании TeamRock, основанной бывшим главой GMG Radio Джоном Майерсом. Компания TeamRock специализируется на выпуске и дистрибуции различного контента, ориентированного на поклонников рок-музыки. Сделка включала в себя полные права на оба журнала и дополнения к ним, а также права на проведение церемоний Golden Gods и Classic Rock Roll Of Honour. В качестве причины продажи журналов Марк Вуд, глава Future Publishing, указал, что «Classic Rock и Metal Hammer чрезвычайно успешные и отлаженные части Future, но они не являлись приоритетами в нашей стратегии роста». Приобретение журналов финансировалось компанией Harwood Private Equity, предоставившей средства TeamRock для «текущего развития» бизнеса.
27 марта 2018 года семейство британских специализированных музыкальных журналов Future, включая Metal Hammer, Classic Rock и Prog, провело ребрендинг и стало называться Louder (также известно как Louder Sound)